# Lithobius guadarramus
Lithobius guadarramus är en mångfotingart som beskrevs av Matic 1968. Lithobius guadarramus ingår i släktet Lithobius och familjen stenkrypare.
Artens utbredningsområde är Spanien. Inga underarter finns listade i Catalogue of Life.